# Vidnava
Vidnava là một thị trấn thuộc huyện Jeseník, vùng Olomoucký, Cộng hòa Séc.